# Подкова (заказник)
Заказник «Подко́ва» — государственный ландшафтный заказник на северо-западе Республики Карелия, особо охраняемая природная территория в пригородной зоне города Костомукша.

## Общие сведения
Заказник расположен в 2 км к северо-востоку от города Костомукша, в крупном лесном массиве. В состав заказника входит озеро Подкова.
Заказник учреждён Постановлением Председателя Правительства Республики Карелия № 86 от 17 февраля 1997 года с целью сохранения в естественном состоянии ценных северотаёжных комплексов, имеющих природоохранное, научное, рекреационное и оздоровительное значение.
Большая часть территории заказника покрыта разновозрастными лесами (53,4 %) и болотами (29,2 %).